# Manual Tallinn
O Manual Tallinn é um documento acadêmico, não vinculativo, que versa sobre a aplicabilidade da lei internacional na resolução de ciberconflitos. Mais especificamente o jus ad bellum, que governa as razões aceitáveis para se entrar em guerra, e o jus in bello, também conhecido como direito humanitário internacional, que regula a conduta aceitável em conflitos armados (e.g. proteção de civis envolvidos). O manual foi desenvolvido por convite do Centro de Excelência de Ciberdefesa Cooperativa, parte dos centros de excelência da Organização do Tratado do Atlântico Norte (OTAN), e que também reside na capital estoniana de mesmo nome.
A escrita da primeira versão do manual se deu entre 2009 e 2012, com publicação pela Cambridge University Press em Abril de 2013. E foi resultado das contribuição de um grupo de aproximadamente vinte especialistas independentes, convidados pelo Centro de Excelência de Ciberdefesa Cooperativa. Especialistas oriundos de diversos estados membros da Organização do Tratado do Atlântico Norte (OTAN) e que consistem tanto de acadêmicos quanto de profissionais experientes na aplicação jus ad bellum e jus in bello. Nesse sentido, o manual não representa as opiniões do centro supracitado, dos estados patrocinadores ou mesmo da Organização do Tratado do Atlântico Norte (OTAN). O manual é portanto uma expressão das opiniões de um grupo de especialistas agindo sobre a premissa de sua própria capacidade intelectual. Sendo portanto difícil saber se a Organização do Tratado do Atlântico Norte (OTAN) pretende tornar o Manual Tallinn uma diretriz e se, nesse caso, os seus estados membros honrariam as regras do manual, quando esses vem evitando tratar o assunto há anos.
É sabido que a prática de produzir manuais não vinculativos sobre a aplicação do direito internacional não é prática recente. O Manual Tallinn apenas seguiu os passos de esforços similares, tais como o manual do Instituto Internacional de Lei Humanitária, sobre a lei internacional aplicável a conflitos armados no mar, e o manual do programa de Harvard referente a política humanitária e conflitos, sobre a lei internacional aplicável a guerra no ar e de mísseis.
Por fim, dado que se trata do primeiro esforço na tentativa de analisar a temática da ciberguerra sobre a perspectiva do direito internacional, especula-se que o manual servirá de referência, mesmo que sem base legal, para o judiciário.

## História
O local onde o Manual Tallin foi escrito não é mera coincidência. Em 2007, a Estônia foi vítima de uma série de ciberataques que duraram três semanas. Ataques esses do tipo de negação de serviço (DDoS), em que sites são repentinamente submetidos a uma grande quantidade de acessos (e.g. centenas de milhares), assim sobrecarregando os recursos computacionais (e.g. banda, memória, capacidade de processamento) dos servidores alvo. Os principais alvos foram, sites da presidência da Estônia e de seu parlamento, de quase todos os seus ministérios, sites de partidos políticos, três dos seis grandes organizações midiáticas do país, dois de seus maiores bancos e de companhias especializadas em comunicação.
Os ataques foram originados de vários cantos do mundo, porém as autoridades estonianas e especialistas em segurança afirmam que, particularmente no início, alguns ataques foram identificados pelo seu endereço IP. Muitos dos quais eram russos. Alguns deles, inclusive, de instituições russas. Razão que levou os ataques, na época, a serem apontados como de origem russa, embora a mesma negue as acusações.
A motivação dos ataques é creditada a remoção da estátua de bronze do soldado soviético de Tallinn, até então localizado no centro da cidade, para os arredores da mesma. O memorial de guerra foi lá colocado pelos soviéticos, após a segunda guerra mundial, quando a Estônia se encontrava sobre o julgo da União Soviética. Por fim, esse caso levou a um debate legal acerca de como o direito internacional trata a questão dos ciberataques entre estados, culminando com os esforços para a criação do Manual de Tallin.

## Estrututura
O Manual Tallinn consiste de um conjunto de regras, que refletem o consenso dos especialistas convidados, e comentários sobre as mesmas. Cada regra é seguida por um comentário que explica a base legal da mesma, suas implicações práticas e as clarificações necessárias. Alguns comentários também refletem as discordâncias entre seus autores.

## Autores
Os autores do Manual Tallinn incluem acadêmicos altamente respeitados e profissionais com experiência em cibersegurança. O grupo de especialistas foi gerido pelo professor Michael N. Schmitt, presidente do Departamento de Lei Internacional no United States Naval War College, o qual também foi diretor de projeto do Manual Tallinn.
Outros membros incluem o professor Wolff Heintschel von Heinegg da Viadrina European University, brigadeiro aposentado William H. Boothby da United Kingdom Royal Air Force, professor Thomas C. Wingfield do George C. Marshall European Center for Security Studies, ex-membro da Catholic University of Leuven Bruno Demeyere, professor Eric Talbot Jensen da Brigham Young University, professor Sean Watts do Creighton University, Dr Louise Arimatsu do Chatham House, capitão da marinha Geneviève Bernatchez do Office of the Judge Advocate General of the Canadian Forces, coronel Penny Cumming do Australian Defence Force, professor Robin Geiss da University of Potsdam, professor Terry D. Gill da University of Amsterdam, Netherlands Defence Academy and Utrecht University, professor Derek Jinks da University of Texas, professor Jann Kleffner da Swedish National Defence College, Dr Nils Melzer do Geneva Centre for Security Policy e o general brigadeiro aposentado Kenneth Watkin da Canadian Forces.
Além desses, há também o professor James Bret Michael da United States Naval Postgraduate School, Dr Kenneth Geers, Dr Rain Ottis, sendo que ambos os últimos trabalharam anteriormente no Centro de Excelência de Ciberdefesa Cooperativa como conselheiros técnicos.

## Aplicabilidade e Aceitação Internacional
O Manual Tallinn não terá base legal até que seja reconhecido internacionalmente. Entretanto, os problemas jurídicos envolvendo cyberataques são, por natureza, bastante complicados devido ao conflito de leis no ciberespaço.  Além disso, definir a autoria de ciberataques é tarefa complexa. Não há, nesse sentido, um tratado de cibersegurança universalmente aplicável. O que faz com que muitos legalistas acreditem que um tratado com esse intuito se faça necessário, dado que a colaboração em cibersegurança é um problema a nível global.

## Manual Tallinn 2.0
O Manual Tallinn 2.0 é uma continuação do manual original com publicação agendada para 2016, também pela Cambridge University Press. Embora, a primeira versão do manual verse sobre as operações cibernéticas mais destrutivas. Ou seja, aquelas que se qualificam como "ataques armados", portanto permitem que o estado alvo responda em sua defesa, ou as operações cibernéticas que aconteçam durante conflitos armados. Ambos esses pontos foram priorizados pois os especialistas colaboradores julgaram que a ameaça de operações cibernéticas, que ocorram sobre essas circunstâncias, são especialmente alarmantes para a maior parte dos estados.
Ainda assim, estados são desafiados diariamente por ataques cibernéticos que não se enquadram nas características supracitadas. O Manual Tallin 2.0 vem portanto para preencher essa lacuna, estendendo assim o escopo do mesmo. Os regimes legais relevantes incluem a lei de responsabilidade estatal, a lei internacional marítima, a lei internacional de telecomunicações, a lei espacial, a lei diplomática e a lei consular. Além disso, no que tange indivíduos, a lei dos direitos humanos. Além disso, o Manual Tallin 2.0 também explora como os princípios gerais da lei internacional, como a soberania, a jurisdição e a proibição de intervenção, se aplicam ao contexto cibernético.